# NHEJ1
NHEJ1 (англ. Non-homologous end joining factor 1) – білок, який кодується однойменним геном, розташованим у людей на короткому плечі 2-ї хромосоми.  Довжина поліпептидного ланцюга білка становить 299 амінокислот, а молекулярна маса — 33 337.
| 10         |  | 20         |  | 30         |  | 40         |  | 50         |
| ---------- |  | ---------- |  | ---------- |  | ---------- |  | ---------- |
| MEELEQGLLM |  | QPWAWLQLAE |  | NSLLAKVFIT |  | KQGYALLVSD |  | LQQVWHEQVD |
| TSVVSQRAKE |  | LNKRLTAPPA |  | AFLCHLDNLL |  | RPLLKDAAHP |  | SEATFSCDCV |
| ADALILRVRS |  | ELSGLPFYWN |  | FHCMLASPSL |  | VSQHLIRPLM |  | GMSLALQCQV |
| RELATLLHMK |  | DLEIQDYQES |  | GATLIRDRLK |  | TEPFEENSFL |  | EQFMIEKLPE |
| ACSIGDGKPF |  | VMNLQDLYMA |  | VTTQEVQVGQ |  | KHQGAGDPHT |  | SNSASLQGID |
| SQCVNQPEQL |  | VSSAPTLSAP |  | EKESTGTSGP |  | LQRPQLSKVK |  | RKKPRGLFS  |

A: Аланін

C: Цистеїн

D: Аспарагінова кислота

E: Глутамінова кислота

F: Фенілаланін

G: Гліцин

H: Гістидин

I: Ізолейцин

K: Лізин

L: Лейцин

M: Метіонін

N: Аспарагін

P: Пролін

Q: Глутамін

R: Аргінін

S: Серин

T: Треонін

V: Валін

W: Триптофан

Кодований геном білок за функцією належить до фосфопротеїнів. 
Задіяний у таких біологічних процесах як пошкодження ДНК, репарація ДНК, поліморфізм, альтернативний сплайсинг. 
Білок має сайт для зв'язування з ДНК. 
Локалізований у ядрі.